# 安公洞
安公洞，又名驻仙岩，位于中华人民共和国江苏省无锡市锡山区胶山之巅，是一处无锡地方人文历史遗迹。无锡当地古籍《錫山先哲叢刊》以及《泰伯梅里志》均对该遗迹有所记载。2016年9月8日，由无锡市人民政府公布为“无锡市第五批文物单位”。

## 摩崖石刻
安公洞岩壁朝西，顺山势而下略显斜方，高1.8米、宽1.8米，楷体书刻共32字：“驻仙岩。大明正德己巳，安国洗。同登莫拙过、周邦、徐子立、刘商、僧舟宁、羽士钱月龄。”其中“驻仙岩”三个大字，每字有40厘米见方，其余小字，每字12厘米见方。洞口亦铸有“安公洞”三字，沿门左右各有“大”、“桂坡”等字样。洞内高2米，纵深约有2米。洞内左上方凿有一小龛。

## 纪念与维护
顺治十六年（1659年）十月，安国曾孙安广生偕同安国玄孙安璿、安兴孝以及黄庭同寻访安公洞。
2016年9月8日，无锡市人民政府将“安公洞”列入无锡市文物保护单位。
2018年10月13日，无锡市诗词协会、碧山吟社滨湖分会组织会员25人，前往锡东胶山寻访了“安公洞”并作诗。

## 相关阅读
- 胶山安黄氏
- 安国
- 西林园